# Никола Мърсев
Никола Мърсев е български революционер, терорист от Вътрешната македоно-одринска революционна организация.

## Биография
Никола Мърсев е роден в град Прилеп, тогава в Османската империя, днес в Северна Македония. Влиза във ВМОРО като терорист заедно с Йордан Гавазов, Стоян Лазов и Иван Кафеджията. Член на околийския комитет на организацията в Прилеп между 1895 – 1898 година. Изборът на Мърсев в комитета води до конфликти, тъй като не е по законния ред.
На 6 януари 1899 година по нареждане на Никола Каранджулов Стоян Лазов и Никола Мърсев убиват сърбоманина и турски шпионин Тоде Попантов. Лазов се сабомубива, а Мърсев е заловен, но, макар и мъчен, не издава никого. Осъден е на 101 години затвор и е изпратен на заточение на Родос.